# Elliott Chaze
Lewis Elliott Chaze (Mamou, 15 novembre 1915 – 11 novembre 1990) è stato un giornalista e scrittore statunitense di romanzi gialli.

## Biografia
Lewis Elliott Chaze nasce il 15 novembre 1915 a Mamou, in Louisiana, da Lewis e Sue Chaze.
Dopo aver ottenuto un B.A. all'Università dell'Oklahoma, si arruola nell'esercito e serve il paese durante la Seconda guerra mondiale nelle truppe aviotrasportate.
Esordisce a 32 anni con il romanzo The Stainless Steel Kimono, resoconto delle sue esperienza di guerra in Giappone, ma non ottiene molto successo e si dedica allora all'attività giornalistica scrivendo regolarmente per il quotidiano Hattiesburg American.
Nel corso della sua carriera pubblica, spesso partendo da spunti biografici, altri 9 romanzi di genere noir oltre a saggi e racconti apparsi in importanti riviste quali Life, Reader's Digest e New Yorker, prima della sua morte, avvenuta l'11 novembre 1990.

## Vita privata
Sposatosi con Mary Vincent Armstrong, la coppia ha avuto 5 figli.

## Opere

### Romanzi
- The Stainless Steel Kimono (1947)
- The Golden Tag (1950)
- Black Wings Has My Angel (1953)
  - Con lei fino all'inferno, Milano, I Neri Mondadori N. 10, 1965
  - Il mio angelo ha le ali nere, Mattioli 1885, Fidenza 2019 traduzione di Nicola Manuppelli ISBN 978-88-6261-700-0.
- Two Roofs and a Snake on the Door (1963)
- Tiger in the Honeysuckle (1965)
- Wettermark (1969)
  - La fine di Wettermark, Mattioli 1885, Fidenza 2018 traduzione di Livio Crescenzi ISBN 978-88-6261-658-4.
- Goodbye Goliath (1983)
- Mr. Yesterday (1984)
- Little David (1985)
- The Catherine Murders (1986)

## Filmografia
- Il gèle en enfer (1990) regia di Jean-Pierre Mocky (soggetto dal romanzo Con lei fino all'inferno)